# Індустріальна вулиця (Чернігів)
Індустріальна вулиця — вулиця у Новозаводському районі міста Чернігова. Пролягає від вулиці Івана Мазепи та закінчується глухим кутом.

## Історія
З продовженням вулиці Щорса (нинішня Івана Мазепи) на південний захід за залізничну лінію Чернігів—Ніжин після Другої світової війни, у 1960-ті роки було прокладено Індустріальну вулицю у новому промисловому районі міста: між виробничим об'єднанням «Хімволокно» та «Камвольно—суконним комбінатом».
1964 року було засновано Чернігівський монтажно-заготівельний завод (будинок № 5) тресту «Сантехмонтаж-1» Мінмонтажспецбуду УРСР. Завод включає ділянки: котельно-зварювальних, трубозаготівельних робіт, виробництва вентиляційних систем. Основна продукція: повітроводи металеві, вузли та деталі із сталевих труб для внутрішніх систем, вузли та деталі із чавунних труб, блоки нагрівальні чавунні, блоки нагрівальні конвекторні.
1973 року було засновано «Чернігівський ремонтно-механічний завод» (будинок № 17) «Укрремтресту». Підприємство займається ремонтом автомобілів ГАЗ-53, дизельних двигунів СМД-14, виробництвом ремонтно-технічного обладнання.

## Забудова
Вулиця пролягає у південному напрямку. Парна та непарна сторони вулиці зайняті нежитловою забудовою — територія промислових, комунальних та будівельних підприємств. Парна сторона представлена лише однією будівлею (№2) та зайнята територією підприємства «Чексіл» (Камвольно-суконний комбінат, вулиця Івана Мазепи № 66).
Установи
- будинок № 3-а — пожежна частина № 11;
- будинки № 5, 17 — Чернігівський монтажно-заготівельний завод;
- будинок № 11-б — меблева фабрика «Бояриня».